# Râul Aleșteu
Râul Aleșteu este un curs de apă, afluent al râului Gologan. 